# Nemaschema nitidulum
Nemaschema nitidulum är en skalbaggsart som beskrevs av Fauvel 1906. Nemaschema nitidulum ingår i släktet Nemaschema och familjen långhorningar. Inga underarter finns listade i Catalogue of Life.